# ئی‌ام‌دی اس‌دابلیو۹۰۰
ئی‌ام‌دی اس‌دابلیو۹۰۰ (انگلیسی: EMD SW900) یک لوکوموتیو دیزلی شانتر ساخت شرکت جنرال موتورز الکترو-موتیو دیزل و جنرال موتورز دیزل است.
این لوکوموتیو که مابین سال‌های ۱۹۵۳ تا ۱۹۶۹ تولید میشده دارای ۸ سیلندر و ۹۰۰ اسب بخار قدرت بوده است.